# Companhia do Metropolitano de São Paulo
La Companhia do Metropolitano de São Paulo, acronimo CMSP, è una società brasiliana di trasporti con sede a San Paolo del Brasile, la cui maggior parte delle sue azioni appartiene al governo dello Stato di San Paolo. 
Fondata dalla Prefettura di San Paolo il 24 aprile 1968, la CMSP è responsabile dello sviluppo, progettazione, costruzione e gestione del sistema di trasporto metropolitano nella Regione Metropolitana di San Paolo, in particolare la metropolitana della capitale. È una società a capitale misto, ma siccome il governo statale detiene il controllo azionario, è subordinata al Segretariato dei Trasporti Metropolitani dello Stato di San Paolo.
L'azienda è membro dell'Associazione nazionale dei vettori passeggeri su rotaia (ANPTrilhos).